# Miragoâne
Miragoâne (em crioulo, Miragwàn), é uma comuna do Haiti, situada no departamento do Nippes e no arrondissement de Miragoâne. De acordo com o censo de 2003, sua população total é de 89.202 habitantes.